# هانز ينسن
هانز ينسن، أو  يوهانيز هانز دانيل ينسن (بالألمانية: Johannes Hans Daniel Jensen) هو عالم فيزيائي ألماني حائز على جائزة نوبل للفيزياء عام 1963 . وقد تقاسم هانز ينسن قيمة الجائزة مع ماريا جوبرت-ماير عن «أقتراحتهما نموذج الأغلفة لنواة الذرة». وقد حصل اويجين ويجنر على قيمة النصف الثاني من الجائزة.
ولد هانز ينسن في 25 يونيو 1907 في هامبورغ بألمانيا وتوفي في 11 فبراير 1973. وعمل أثناء حياته العملية في ألمانيا و الولايات المتحدة الأمريكية.

## روابط خارجية
- هانز ينسن على موقع الموسوعة البريطانية (الإنجليزية)
- هانز ينسن على موقع مونزينجر (الألمانية)
- هانز ينسن على موقع ميوزك برينز (الإنجليزية)
- هانز ينسن على موقع إن إن دي بي (الإنجليزية)